# ヴィンタイン県 (ビンディン省)
ヴィンタイン県（ヴィンタインけん、ベトナム語：Huyện Vĩnh Thạnh / 縣永盛?）は、ベトナム社会主義共和国ビンディン省の県である。